# حرب تينشو إيغا

المواقع المتعلقة بحرب تينشو إيغا في فترة سينغوكو

حرب تينشو إيغا (天正 伊 賀 の 乱) هو اسم غزوتين تمت على مقاطعة إيغا من قبل عشيرة أودا خلال فترة سينغوكو. تم غزو المقاطعة من قبل أودا نوبوناغا في عام 1581 بعد محاولة فاشلة في عام 1579 من قبل ابنه أودا نوبوكاتسو. اشتقت أسماء الحروب من اسم عصر تينشو (1573-1592) الذي حدثت فيه. تشمل الأسماء الأخرى للحملة "The Attack on Iga" (伊 賀 攻 め، Iga-zeme) أو «تسكينIga» (伊 賀 平定، Iga Heitei).

## خلفية
جغرافياً، كانت منطقة إيغا محاطة بالجبال من جميع الجوانب التي لا يمكن المرور بها إلا عبر ممرات ضيقة. هذا، بالإضافة إلى المسافة بين المنطقة وطرق النقل الرئيسية، مما عنى أنه كان من السهل الدفاع عن إيغا من قبل عدد صغير نسبيًا من الرجال ولم تكن بذلك هدفًا ذا أولوية للقوات الخارجية. كانت عشيرة نيكي بمثابة شوغو "shugo"  للمقاطعة خلال فترة حكم شوغون أشيكاغا، التي كانت الحكومة العسكرية لليابان خلال فترة موروماتشي، لكن سيطرتهم لم تكن قوية وسرعان ما ضعفت أكثر مع تضاؤل سلطة شوغون. ولم يقم أي أمير حرب عظيم ليحل محله، على الرغم من أن عشائر روكاكو في الشمال وكيتاباتاكي في الشرق بسطوا نفوذهم على أجزاء من المقاطعة. بدلاً من ذلك، كما حدث أيضًا في بعض المناطق المجاورة، أصبحت المقاطعة تحت سيطرة عصبة (إيكي)، التي تشكلت للدفاع عن استقلال المنطقة عن القوات العسكرية الخارجية. لا تزال التفاصيل الأولى عن العصبة غير معروفة، ولكن بحلول منتصف القرن السادس عشر تم إضفاء الطابع الرسمي عليها كمنظمة تُعرف باسم (賀 賀 惣 国 一 揆، Iga Sōkoku Ikki).
بعد مَعْرَكة أوَكيهَازَاما عام 1560، برز أودا نوبوناغا من مقاطعة أواري كإقطاعيً في وسط اليابان، مما أدى إلى توسيع أراضيه بسرعة. في عام 1567 بدأ غزوه لمقاطعة إيسيه، التي كانت آنذاك تحت سيطرة عشيرة كيتاباتاكي. ببطء، قام نوبوناغا بتحويل أتباع كيتاباتاكي إلى جانبه، وأجبر كيتاباتاكي توموفوسا، رئيس العشيرة، على إلتماس السلام بعد معركة قلعة أوكاواشي في عام 1569. كجزء من اتفاقية السلام، تبنى توموفوسا، نجل نوبوناغا، نوبوكاتسو، وريثًا له، وتنازل عن الكثير من سلطته إلى أودا. في ديسمبر 1576، اغتال نوبوناغا ونوبوكاتسو معظم قادة كيتاباتاكي المتبقين (حادثة ميز "the Mise Incident")، مما عزز سيطرتهم على إيسيه.

## حرب تينشو إيغا الأولى 1579
قرر الشاب نوبوكاتسو، الذي كان يسيطر على إيسيه، توسيع نطاقه ليشمل إيغا أيضًا. في مارس 1578، قام كاي شيموياما، وهو تابع سابق لكيتاباتاكي من إيغا، بزيارة نوبوكاتسو في مقر إقامته في ماتسوغاشيما وحثه على غزو إيغا، وذكر الجرائم التي ارتكبت هناك. وشمل ذلك طرد نيكي يوباي. لهذا، قام نوبوكاتسو بإرسال تاكيغاوا كازوماسو لبناء قلعة في ماروياما في إيغا، لتكون بمثابة نقطة انطلاق للحملة.